# Rudrapur
Rudrapur es  un pueblo y nagar Panchayat situado en el distrito de Deoria en el estado de Uttar Pradesh (India). Su población es de 34014 habitantes (2011). 

## Demografía
Según el  censo de 2011 la población de Rudrapur  era de 34014 habitantes, de los cuales 17638 eran hombres y 16376 eran mujeres. Rudrapur tiene una tasa media de alfabetización del 72,21%, superior a la media estatal del 67,68%: la alfabetización masculina es del 81,16%, y la alfabetización femenina del 62,63%.